# 程家站
程家站位于山西省阳泉市平定县程家庄村，是石太铁路上的一个铁路车站，始建于1906年，距离太原站152公里，距离石家庄站79公里，隶属于北京铁路局，现为四等站。